# Тимениця-Нова
Тимениця-Нова (пол. Tymienica Nowa) — село в Польщі, у гміні Хотча Ліпського повіту Мазовецького воєводства.
Населення — 207 осіб (2011).
У 1975-1998 роках село належало до Радомського воєводства.

## Демографія
Демографічна структура станом на 31 березня 2011 року:
|          | Загалом | Допрацездатний вік | Працездатний вік | Постпрацездатний вік |
| -------- | ------- | ------------------ | ---------------- | -------------------- |
| Чоловіки | 103     | 19                 | 70               | 14                   |
| Жінки    | 104     | 19                 | 52               | 33                   |
| Разом    | 207     | 38                 | 122              | 47                   |